# Självporträtt av Albrecht Dürer
Den tyska renässanskonstnären Albrecht Dürer gjorde flera självporträtt, både som oljemålningar och teckningar. Den kanske mest berömda benämns ofta Självporträtt vid tjugoåtta års ålder iklädd en rock med pälsbräm och målades 1500. Konstnären har porträtterat sig med blicken rakt mot betraktaren, vilket var nytt för den tidens nordeuropeiska konst. Målningen är utställd på Alte Pinakothek i München. 

## Självporträtt vid tjugoåtta års ålder iklädd en rock med pälsbräm
Målningen visar en 28-årig konstnär som tittar rakt fram, mot betraktaren. Han bär pälskrage, och hans långa, brunlockiga hår hänger över hans axlar. Tavlan är målad på träpannå.
Självporträttet liknar många tidigare konventionella avbildningar av Kristus, inklusive dess symmetri, mörka färgtoner och det sätt på vilket objektet tittar på åskådaren och lyfter händerna framför bröstet som i en välsignelsegest. Målningen anses ha gett uttryck för upphovsmannens egen gudstro, vilket även antyds i det kors som speglar sig i den högra irisen. Det anses även att den direkta och Kristuslika posen kan spegla både en viss arrogans och en önskan hos en ung och ambitiös konstnär att tacka Gud för den talang som han fått.
I det stora hela är det ett självporträtt med stor symbolisk innebörd. Där ingår även att årtalet 1500 och konstnärens initialförkortning syns tydligt till vänster i bild; signaturen AD ihop med ett årtal kan även jämföras med förkortningen för Anno Domini ('Herrens år').
I sin direkthet att konfrontera åskådaren är självporträttet olikt de två föregående porträtten. År 1500 var en frontalbild mycket ovanlig för icke-religiösa porträtt. I Italien hade konventionen av porträtt i profil avslutats, men ersatts av den trekvartsprofilbild som varit den vanliga posen i norra Europa sedan omkring 1420-talet och som Dürer hade använt sig av i sina tidigare självporträtt. Konstbetraktare från omkring år 1500 associerade en frontalbild med bilder från medeltida religiös konst, framför allt Kristusbilder.

### Bakgrund och betydelse
Albrecht Dürer målade ett självporträtt 1493, vilket nu finns i Louvren i Paris, och ett andra 1498, vilket nu finns i Museo del Prado i Madrid. Han inkluderade också självporträtt i målningar med andra motiv och gjorde självporträttsskisser, men inga självporträtt i sina tryck.
Självporträttet från början av år 1500 är hans sista av tre målade självporträtt och anses vara det personligaste och mest sammansatta av dem. Dürer ses ibland som den mest gedigna renässanskonstnären utanför Italien, och denna målning ses även som ett av hans viktigaste verk. Dürers resor till Italien hade starkt påverkat både hans bildskapande och liv i övrigt, och han räknade Giovanni Bellini som sin mästare. 1500 års självporträtt presenterade en för nordeuropeisk konst ny självmedvetenhet och självkänsla. Den ingick även i Dürers kamp för att försöka höja målarens status från hantverkare till konstnär. På grund av de många vackert utförda självporträtten, ses/sågs han också av kritikerna som självupptagen.

### Proveniens
Porträttet gavs eller såldes troligen av Dürer till Nürnbergs stadsstyrelse och var troligen åtkomlig för allmänheten från något för Dürers död 1528 till 1805, då den såldes till Bayerns kung.
Målningen finns idag på Alte Pinakothek i München. 1799 lånade Nürnbergs stad ut originalet till målaren Abraham Küffner, som lät göra en (förfalskad) kopia som han gav tillbaka. Sex år senare sålde han originalet till Alte Pinakothek i München.

## Andra självporträtt
Förutom självporträttet från 1500 i München finns självporträtt i olja på Louvren i Paris från 1493 respektive Pradomuseet i Madrid från 1498. Den senare gavs 1636 som gåva av konstnärens hemstad Nürnberg till Karl I av England via hans tyske sändebud Thomas Howard, 21:e earl av Arundel tillsammans med Porträtt av konstnärens far. Efter Karls avrättning 1649 skingrades hans stora konstsamling, självporträttet förvärvades 1654 av Filip IV av Spanien. Listan nedan redovisar även ett urval teckningar, bland annat ett självporträtt Dürer gjorde som 13-åring. Utöver de självporträtt som redovisas i tabellen hade Dürer för vana att måla in sig själv i sina verk, till exempel i Rosenkransfesten (1506), Tio tusen kristnas martyrium (1508), Helleraltaret (1509) och Tillbedjan av den heliga Treenigheten (1513). 
| Bild | Titel                                                                                      | År              | Teknik                                        | Format (cm) | Samling                                                     |
| ---- | ------------------------------------------------------------------------------------------ | --------------- | --------------------------------------------- | ----------- | ----------------------------------------------------------- |
|      | Selbstbildnis als Dreizehnjähriger (Självporträtt som 13-åring)                            | 1484            | silverstift på papper                         | 27,3 × 19,5 | Albertina, Wien                                             |
|      | Self-portrait, Study of a Hand and a Pillow (Självporträtt, skiss av en hand och en kudde) | 1493            | penna och brunt bläck                         | 27,8 x 20,2 | Metropolitan Museum of Art, New York                        |
|      | Portrait de l'artiste tenant un chardon (Porträtt av konstnären som håller en tistel)      | 1493            | olja på pergament överförd till duk           | 56,5 x 44,5 | Louvren, Paris (sedan 1922)                                 |
|      | Autorretrato (Självporträtt)                                                               | 1498            | olja på träpannå                              | 52 x 41     | Pradomuseet, Madrid (förvärvad av Filip IV av Spanien 1654) |
|      | Selbstbildnis im Pelzrock (Självporträtt i en pälsrock)                                    | 1500            | olja på lindträ                               | 67,1 x 48,9 | Alte Pinakothek, München                                    |
|      | Selbstbildnis als Akt (Självporträtt som naken)                                            | cirka 1506      | penna och pensel, svart bläck på grönt papper | 29,2 × 15,4 | Weimarer Stadtschloss, Weimar                               |
|      | Selbstbildnis, krank (Självporträtt, sjuk)                                                 | cirka 1506–1507 | penna, brun tusch och akvarell på papper      | 11,8 x 10,8 | Kunsthalle, Bremen                                          |